# Campaspe-Plains-Massaker
Die Campaspe-Plains-Massaker an den Aborigines Australiens ereigneten sich im Jahre 1839 im zentralen Victoria in der Nähe von Campaspe Run, das am Northern Highway bei Elmore liegt.
Dieses erste Massaker im Jahre 1839 war die Reaktion auf die Landnahme der Weißen im Stammesgebiet der Aborigines der Dja Dja Wurrung und der Daung Wurrung. Zunächst kam es zu vereinzelten Auseinandersetzungen im Jahre 1838, als sich Charles Hutton in der Nähe der Grenze der beiden Aborigine-Völker im Jahre 1838 niederließ. Die Situation eskalierte im April 1839, als fünf Aborigines durch Siedler ermordet wurden. Im Mai kam die Gegenreaktion der Aborigines, als sie zwei Weiße ermordeten, die in Hütten auf dem Land lebten, und ihr Eigentum aus den Hütten sowie eine Anzahl von Schafen raubten. Hutton stellte unverzüglich eine bewaffnete Gruppe von Siedlern zusammen, stellte die Aborigines und fand einen Teil der Schafe am Campaspe-Creek. In der darauf folgenden gewalttätigen Auseinandersetzung wurden etwa 40 Aborigines ermordet. 
Sechs Aborigines wurden Monate später von Hutton und der Polizei ohne Warnung in den Rücken geschossen und verstarben, als sie anlässlich eines Zutritts zum Aborigines-Kamp am Campaspe-River versuchten zu fliehen, dabei wurden weitere Aborigines verletzt.
George Augustus Robinson, der mit der Ermittlung von Verbrechen an den Aborigines beauftragt war, schrieb am 24. Januar 1840 in sein Tagebuch: „Mr H. [Hutton] avowed to be terror; to keep the natives in subjection by fear, and to punish them wholesale, that is, by tribes and communities. If a member of a tribe offend, destroy the whole. He believed they must be exterminated.“. (Deutsch: Mister Hutton übte Terror aus, um die Aborigines in Furcht zu halten und um alle zu bestrafen, den Volksstamm und die -gruppen. Wenn sich einer auflehnt, vernichtet alle. Er glaubte, dass alle ausgerottet werden müssen.) Gegen den Anführer Hutton wurde nie ermittelt, geschweige denn eine Gerichtsverhandlung eröffnet.